# Луковые
Лу́ковые (лат. Allioideae) — подсемейство однодольных растений семейства Амариллисовые (Amaryllidaceae) порядка Спаржецветные (Asparagales), объединяющее, по современным представлениям, 16 родов, распространённых на всех континентах, кроме Австралии и Антарктиды.
К луковым относится крупный (более 900 видов) род Лук, включающий такие хорошо известные в России полезные растения, как репчатый лук, лук-порей, лук-шалот, чеснок, лук-батун, черемша, лук Моли и другие.

## Ботаническое описание
Растения имеют луковицу или корневище.
Соцветия зонтиковидные, при основании с покрывалом. Формула цветка: {\displaystyle \ast P_{3+3}\;A_{3+3}\;G_{({\underline {3}})}}.
Плод — коробочка, вскрывающаяся по гнёздам.

## Распространение и экология
Особенно разнообразно семейство представлено в Средиземноморье, на Кавказе, в Средней Азии, преимущественно в сухих районах.

## Значение и применение
Химический состав луковых: сахара 9 %, белки до 3 %, минеральные вещества до 1,2 %, витамины В1, В2 и С, эфирные масла, гликозиды, фитонциды.

## Таксономическое положение
Современная классификация APG II рассматривает Луковые в качестве семейства из порядка Спаржецветные. В более старой системе Кронквиста эта группа растений рассматривалась как подсемейство Alloideae L., входящее в состав семейства Лилейные (Liliaceae).

### Роды подсемейства Луковые
Список основан на базе данных Germplasm Resources Information Network (GRIN). В квадратных скобках — ссылка на страницу таксона в той же базе данных. Русские названия даны по «Жизни растений» под редакцией А. Л. Тахтаджяна.
- Allium L. — Лук  [syn.  Caloscordum Herb.], [syn.  Milula Prain], [syn.  Nectaroscordum Lindl.]
- Erinna Phil. — Эринна
- Garaventia Looser — Гаравентия  [syn.  Steinmannia Phil.]
- Gilliesia Lindl. — Гилисия
- Ipheion Raf. — Ифейон
- Leucocoryne Lindl. — Левкокорина  [syn.  Beauverdia Herter], [syn.  Latace Phil.], [syn.  Stemmatium Phil.]
- Miersia Lindl.  (недоступная ссылка)
- Nothoscordum Kunth — Нотоскордум
- Pabellonia Quezada & Martic.  [syn.  Caloscordum Herb.]
- Schickendantziella Speg.
- Solaria Phil. — Солярия  [syn.  Ancrumia Harv. ex Baker], [syn.  Gethyum Phil.]
- Speea Loes.
- Trichlora Baker — Трихлора
- Tristagma Poepp. — Тристагма
- Tulbaghia L. — Тульбагия
- Zoellnerallium Crosa